# Emlyon Business School
45°44′30″ пн. ш. 4°50′22″ сх. д. / 45.741538231172° пн. ш. 4.8393881406864° сх. д.
Emlyon Business School — європейська бізнес-школа з кампусами в Ліоні та Сент-Етьєн. Вона була заснована в 1872. Школа має міжнародні програми наступного рівня: бакалаврат, магістратуру, докторантуру та магістратуру бізнес адміністрації.

## Відомі випускники
- Марі Ваттель, французька плавчиня
- Зінько Лідія Михайлівна, українська музикантка, композиторка й поетеса